# Vanesa Romero
Vanesa Romero Torres (Alicante, 4 de junio de 1978) es una directora, modelo, presentadora, actriz, productora y escritora española, conocida principalmente por sus papeles de Raquel Villanueva en La que se avecina (Mediaset España) y de Ana en Aquí no hay quien viva (Atresmedia).

## Biografía
Nació en Alicante, España, en 1978. Su familia paterna son procedentes de la localidad castellano-manchega de Hellín. En 1995 fue Belleza de la hoguera Avenida Costa Blanca-Entre playas, distrito donde residía, resultando elegida Dama del Foc. En 1998 se alzó con el título de Miss Alicante 1998, que la llevó a participar en Miss España.
En televisión, comenzó en Canal 15 de Alicante con un programa dedicado a la fiesta oficial de la ciudad copresentándolo con Jaime Candela, su pareja por aquellos momentos. Tras esto, presentó el programa infantil "Jaula de pillos" en la ya desaparecida red de emisoras locales Localia Televisión. Seguirían, ya en los canales de ámbito nacional, la presentación de programas como Del 40 al 1, Noche de impacto o La batidora... En 2005 presentó el programa de zapping Los imposibles en Telemadrid. También ha presentado multitud de desfiles y eventos.
En cuanto a su labor como actriz, es especialmente conocida por sus papeles de Ana en Aquí no hay quien viva (2005-2006) y Raquel Villanueva en La que se avecina, desde 2007.
Ha realizado también incursiones en teatro, destacando los montajes de ¡Qué desastre de función! (2013) y El clan de las divorciadas (2017).
En su vida personal se le ha visto junto a Juan Sánchez, portavoz del PP de Paterna, en la recepción del festival de Cinema Jove en Valencia.
En 2023 Vanesa comienza una relación con Santi Burgoa, presentador y expareja de Alba Carrillo. Sin embargo tras varias idas y venidas la relación se acaba en 2024.

## Filmografía

### Cine
| Año  | Título                     | Personaje       | Director/a      |
| ---- | -------------------------- | --------------- | --------------- |
| 2010 | 9 meses                    | Clara Nadal     | Miguel Perelló  |
| 2013 | Save the zombies           | Mara            | Yen Gálvez      |
| 2022 | En temporada baja          |                 | David Marqués   |
| 2023 | Malditas                   | Julia           | Carlos Marbán   |
| 2024 | Padre no hay más que uno 4 | Amanda Castilla | Santiago Segura |
| 2024 | Hotel Bitcoin              | Soraya          | Manuel Sanabria |

### Televisión
| Año       | Título                 | Cadena      | Personaje         | Episodios     |
| --------- | ---------------------- | ----------- | ----------------- | ------------- |
| 1998      | Una de dos             | La 1        | Yoli              | 1 episodio    |
| 2001      | ¡Ala... Dina!          | La 1        | Lidia             | 1 episodio    |
| 2005      | A tortas con la vida   | Antena 3    | Raquel            | 1 episodio    |
| 2005-2006 | Aquí no hay quien viva | Antena 3    | Ana "Inga"        | 32 episodios  |
| 2007-2021 | La que se avecina      | Telecinco   | Raquel Villanueva | 165 episodios |
| 2010      | Entre dos reinos       | Canal Nou   | Leonor            | 2 episodios   |
| 2022      | True Story España      | Prime Video | Yolanda Ruiz      | 1 episodio    |

### Programas de televisión
| Año             | Programa                             | Cadena                | Notas        |
| --------------- | ------------------------------------ | --------------------- | ------------ |
| 2004-2005       | Noche de impacto                     | Antena 3              | Presentadora |
| 2005            | Los imposibles                       | Telemadrid            | Presentadora |
| 2005            | Campanadas 2005 - 2006               | Antena 3              | Presentadora |
| 2005            | Grand Prix del verano                | TVE                   | Invitada     |
| 2008            | ¿Qué apostamos?                      | Telemadrid            | Invitada     |
| 2010            | Tu vista preferida                   | Cuatro                | Invitada     |
| 2012            | ¡Qué campanadas se avecinan!         | Telecinco             | Presentadora |
| 2013-2014       | La noche en Paz                      | Telecinco             | Presentadora |
| 2013-2014       | La noche en Paz: Especial Nochevieja | Telecinco             | Presentadora |
| 2014            | Hable con ellas                      | Telecinco             | Invitada     |
| 2014            | El hormiguero                        | Antena 3              | Invitada     |
| 2014            | Todo va bien                         | Antena 3              | Invitada     |
| 2015            | El Hormiguero 3.0                    | Antena 3              | Invitada     |
| 2016            | ¡Qué tiempo tan feliz!               | Telecinco             | Invitada     |
| 2016            | Un, dos, ¡chef!                      | Disney Channel España | Invitada     |
| 2016            | Más que coches GT                    | Telecinco             | Invitada     |
| 2017            | Mi casa es la tuya                   | Telecinco             | Invitada     |
| 2017            | Dani & Flo                           | Cuatro                | Colaboradora |
| 2018            | Ilustres Ignorantes                  | Movistar+             | Invitada     |
| 2019            | Volverte a ver                       | Telecinco             | Invitada     |
| 2019            | El concurso del año                  | Cuatro                | Invitada     |
| 2022 - presente | Corazón                              | La 1                  | Colaboradora |
| 2022 - presente | Juntos                               | Telemadrid            | Colaboradora |
| 2022            | La gran confusión                    | La 1                  | Invitada     |
| 2022            | Mapi                                 | Clan                  | Invitada     |
| 2025            | Fiesta                               | Telecinco             | Invitada     |

#### Como concursante
| Año  | Programa             | Cadena | Notas         |
| ---- | -------------------- | ------ | ------------- |
| 2021 | MasterChef Celebrity | La 1   | 3.ª expulsada |

## Teatro
- Tres (2013).
- ¡Qué desastre de función! (2013-2014).
- Misión Frorimón (2014).
- El clan de las divorciadas (2015-2016).

## Cortometrajes
- La última mano (2012).
- La manada del Lupus (2015).
- El Viajero (Miquel Casals, 2017).
- 4 años (2020).

## Obras
- Reflexiones de una rubia (2016).
- Música para Sara (2020).

## Premios
- Premio a la mujer mejor calzada de España 2016. Otorgado por la Fundación Museo del Calzado.[4]

- Premio a Mejor Actriz por su personaje en la película Malditas. Otorgado en los premios Premios Your's Magazine.